# Orchamps-Vennes
Orchamps-Vennes é uma comuna francesa na região administrativa de Borgonha-Franco-Condado, no departamento de Doubs. Estende-se por uma área de 24,79 km². Em 2010 a comuna tinha 2 180 habitantes (densidade: 87,9 hab./km²).